# Vere St Leger Goold
Vere Thomas St Leger Goold, także St Leger Gould (ur. 2 października 1853 w Clonmel, zm. 8 września 1909 na Diabelskiej Wyspie) – irlandzki tenisista, finalista Wimbledonu, skazany na dożywotnie więzienie za morderstwo.
Pochodził z irlandzkiej rodziny arystokratycznej, grał w tenisa w klubie Fitzwilliam Club w Dublinie.
W 1891 roku poślubił Francuzkę Marie Violet i wyemigrował do Kanady. Po kilkunastu latach małżonkowie osiedli w Liverpoolu. W 1907 roku resztki pieniędzy stracili w kasynach Monte Carlo. Usiłowali wówczas okraść bogatą Dunkę Emmę Levin, a kiedy ta ich nakryła, zamordowali ją. Zbrodnię odkryli urzędnicy kolejowi w Nicei, kiedy St Leger z żoną usiłował wywieźć zwłoki w walizie. W sierpniu 1907 roku oboje zostali aresztowani. W trakcie procesu St Leger Goold usiłował wziąć całą winę na siebie, ale prokurator odrzucił tę możliwość, wskazując, że liczba zadanych ofierze ran kłutych jest zbyt wielka, by zbrodni mogła dokonać jedna osoba. Małżonkowie zostali skazani na dożywocie. St Leger Goold, zesłany do kolonii karnej na Wyspie Diabelskiej, zmarł po rocznym pobycie w tropikalnym klimacie. Marie Violet zmarła w 1914 roku w więzieniu w Montpellier.

## Kariera tenisowa
W 1879 roku zwyciężył w pierwszych międzynarodowych mistrzostwach Irlandii, zorganizowanych przez jego klub. W całym turnieju nie stracił seta, w finale pokonując rodaka C. D. Barry’ego. Prezentował ofensywny styl, chętnie szukając rozwiązania akcji przy siatce grą wolejową.
Po zdobyciu tytułu mistrza Irlandii wziął udział w Wimbledonie, rozgrywanym po raz trzeci, w którym osiągnął finał pretendentów (All Comers). Zmierzył się w nim z Johnem Hartleyem, z którym przegrał 2:6, 4:6, 2:6. Zgodnie z regulaminem Hartley powinien zmierzyć się jeszcze z obrońcą tytułu w rzeczywistym finale (challenge round), ale zwycięzca sprzed roku Frank Hadow zrezygnował z udziału w zawodach. Tym samym finał All Comers Wimbledonu 1879 uważany jest za faktyczny finał imprezy.
W 1880 roku przegrał finał mistrzostw Irlandii z Williamem Renshawem (wystąpił w finale jako obrońca tytułu).

### Finały w turniejach wielkoszlemowych

#### Gra pojedyncza (0–1)
| Końcowy wynik | Nr | Data | Turniej           | Nawierzchnia | Przeciwnik   | Wynik finału  |
| ------------- | -- | ---- | ----------------- | ------------ | ------------ | ------------- |
| Finalista     | 1. | 1879 | Wimbledon, Londyn | Trawiasta    | John Hartley | 2:6, 4:6, 2:6 |